# Blue (Oklahoma)
Pour les articles homonymes, voir Blue.
Blue est une census-designated place du comté de Bryan, dans l'État d'Oklahoma, aux États-Unis,. En 2020, elle compte une population de 200 habitants.